# Prinos
Prinos es un género con 3 especies aceptadas, de las 7 descritas de la familia Aquifoliaceae.

## Taxonomía
El género fue descrito por Carlos Linneo y publicado en Species Plantarum 1: 330. 1753.

## Algunas Especies
- Prinos atomarius Nutt.
- Prinos canadensis Lodd. ex Steud.
- Prinos cassinoides Steud.
- Prinos confertus Moench
- Prinos crenatus Regel
- Prinos cymosa Hassk.
- Prinos deciduus (Walter) DC.